# سوق الخميس (صعدة)

تعديل مصدري - تعديل

سوق الخميس هي مدينة ومركز مديرية منبة بمحافظة صعدة اليمنية، بلغ تعداد سكانها 603 نسمة حسب الإحصاء الذي أجري عام 2004.